# Vienau
Vienau ist ein Ortsteil der Ortschaft und der Stadt Kalbe (Milde) im Altmarkkreis Salzwedel in Sachsen-Anhalt, Deutschland.

## Geographie

### Lage
Vienau, ein Straßendorf mit Kirche, liegt auf 44 m ü. NHN, etwa 25 Kilometer südöstlich der Kreisstadt Salzwedel in der Altmark. Der Vienauer Graben im Osten des Dorfes strömt nach Süden in die Untere Milde (Untermilde), die drei Kilometer östlich vom Dorf in die Milde mündet.
Die Ortschaft Vienau erstreckt sich am Rande der Hochfläche des Kalbeschen Werders. Die Waldfläche Mühlenbusch westlich des Dorfes ist als Naturschutzgebiet „Kalbescher Werder bei Vienau“ ausgewiesen. Die höchste Erhebung wird mit etwa 98 m ü. NHN auf dem Dolchauer Berg im Norden der Ortschaft erreicht.

### Ortschaftsgliederung
Die Ortschaft Vienau besteht aus den vier Ortsteilen Vienau, Beese, Dolchau und Mehrin.

## Geschichte

### Mittelalter bis Neuzeit
Im Jahre 1285 wird hermannus de fi ne in einer vom Rat in Stendal ausgestellten Urkunde genannt. Vienau wird erstmals 1324 als Vynowe erwähnt, als Hans und Heinecke von Kröcher das Schloss Kalbe mit den zugehörigen Dörfern an Albrecht von Alvensleben verkaufen.
Weitere Nennungen sind 1473 vinow, 1593 Vynaw und 1687 Vienow. Im Jahre 1745 wird Vienau als Dorf mit Rittersitz und Wassermühle beschrieben. Es lebten dort 6 Bauern, 12 Kossaten, 10 Einlieger und Altsitzer, ein Müller, zwei Schneider, ein Schäfer, ein Hirte, 21 Frauen, 17 große Söhne, 14 große Töchter, 8 Söhne und 21 Töchter unter 10 Jahren, ein Junge und drei Mägde. 1775 wird es als Kirchdorf bezeichnet. 1804 gab es im Dorf und Gut Vienau einen Lehnschulze, zwei Rademacher, einen Förster, eine Wassermühle und einen Krug.
Bei der Bodenreform wurden 1945 ermittelt: eine Besitzung über 100 Hektar hatte 418 Hektar, 30 Besitzungen unter 100 Hektar hatten zusammen 445, eine Kirchenbesitzung hatte 6 Hektar Land. Enteignet wurden 419 Hektar und auf 15 Siedler aufgeteilt. Das Restgut umfasste 105 Hektar und wurde 1946 zum Provinzialgut, 1948 Landesgut und 1949 Volksgut. Im Jahre 1955 entstand die erste Landwirtschaftliche Produktionsgenossenschaft vom Typ III, die LPG „Einheit und Frieden“.

### Herkunft des Ortsnamens
Jürgen Udolph führt den Ortsnamen auf den germanischen Wortstamm „fenn, venn“ für „Sumpf, Morast“ zurück. Möglich wäre auch eine slawische Herkunft.
Franz Mertens leitet den Ortsnamen hingegen von „vino“ für „Wein“ oder „vinica“ für „Weinberg“ ab. Vienau heißt also „Weinpflanzung“. An der Grenze der Gemarkung Vienau, etwa ein Kilometer nordöstlich des Dorfes, liegt der etwa 65 Meter hohe Weinberg.

### Eingemeindungen
Ursprünglich gehörten Dorf und Gut zum Arendseeischen Kreis der Mark Brandenburg in der Altmark. Zwischen 1807 und 1813 lag der Ort im Kanton Kalbe auf dem Territorium des napoleonischen Königreichs Westphalen. Nach weiteren Änderungen gehörten die Gut und Gemeinde ab 1816 zum Landkreis Salzwedel.
In der zweiten Hälfte des 19. Jahrhunderts wurde das Gut in einen Gutsbezirk umgewandelt. Am 30. September 1928 wurde der Gutsbezirk Vienau mit der Landgemeinde Vienau vereinigt.
Am 25. Juli 1952 wurde die Gemeinde Vienau aus dem Landkreis Salzwedel in den Kreis Kalbe (Milde) umgegliedert. Am 1. Januar 1998 wurde sie dem Kreis Salzwedel zugeordnet. Am 1. Juli 1994 kam sie schließlich zum Altmarkkreis Salzwedel.
Bis Ende 2009 bildete Vienau mit den Ortsteilen Beese, Dolchau und Mehrin (alle drei Orte wurden am 17. Oktober 1973 nach Vienau eingemeindet) eine eigenständige Gemeinde, die Mitglied der Verwaltungsgemeinschaft Arendsee-Kalbe war.
In einer Vereinbarung beschlossen die Gemeinderäte der Gemeinden Stadt Kalbe (Milde), Brunau, Engersen, Jeetze, Kakerbeck, Packebusch und Vienau, dass ihre Gemeinden aufgelöst und zu einer neuen Stadt Kalbe (Milde) vereinigt werden. Diese Gebietsänderung wurde vom Landkreis als unterer Kommunalaufsichtsbehörde genehmigt und trat am 1. Januar 2010 in Kraft.
Nach Umsetzung der Vereinigungsvereinbarung der bisher selbstständigen Gemeinde Vienau wurden Vienau, Beese, Dolchau und Mehrin Ortsteile der neuen Stadt Kalbe (Milde). Für die eingeflossene Gemeinde wird die Ortschaftsverfassung nach den §§ 86 ff. Gemeindeordnung Sachsen-Anhalt eingeführt. Die aufgenommene Gemeinde Vienau und künftigen Ortsteile Vienau, Beese, Dolchau und Mehrin wurden zur Ortschaft der neuen Stadt Kalbe (Milde). In der eingeflossenen Gemeinde und nunmehrigen Ortschaft Vienau wurde ein Ortschaftsrat mit fünf Mitgliedern einschließlich Ortsbürgermeister gebildet.

### Einwohnerentwicklung

#### Gemeinde und Ortsteil
| Jahr | Einwohner |
| ---- | --------- |
| 1734 | 124       |
| 1774 | 124       |
| 1798 | 127       |
| 1789 | 097       |
| 1801 | 144       |
| 1818 | 210       |
| 1840 | 253       |
| 1864 | 217       |

| Jahr | Einwohner |
| ---- | --------- |
| 1871 | 207       |
| 1885 | 203       |
| 1892 | [00]280   |
| 1900 | [00]261   |
| 1905 | 197       |
| 1910 | [00]275   |
| 1925 | 294       |
| 1939 | 247       |

| Jahr | Einwohner |
| ---- | --------- |
| 1946 | 346       |
| 1964 | 283       |
| 1971 | 233       |
| 1981 | 504       |
| 1993 | 438       |
| 2006 | 399       |
| 2008 | 387       |
| 2015 | 112       |

| Jahr | Einwohner |
| ---- | --------- |
| 2016 | 109       |
| 2017 | 109       |
| 2018 | 110       |
| 2020 | [00]098   |
| 2021 | [00]102   |
| 2022 | [0]107    |
| 2023 | [0]102    |

Quelle, wenn nicht angegeben, bis 2006 und 2015 bis 2018

#### Rittergut und Gutsbezirk
| Jahr | Einwohner |
| ---- | --------- |
| 1798 | 27        |
| 1840 | 53        |
| 1864 | 64        |
| 1871 | 59        |

| Jahr | Einwohner |
| ---- | --------- |
| 1885 | 60        |
| 1895 | 50        |
| 1905 | 54        |

Quelle:

## Religion
Die evangelische Kirchengemeinde Vienau gehörte früher zur Pfarrei Mehrin. 1993 kam die Kirchengemeinde zur Kirchspiel Pakebusch, später zum Kirchspiel Jeetze. Heute gehört sie zum Pfarrbereich Fleetmark-Jeetze des Kirchenkreises Salzwedel im Bischofssprengel Magdeburg der Evangelischen Kirche in Mitteldeutschland. Die ältesten überlieferten Kirchenbücher für Vienau stammen aus dem Jahre 1839.
Die katholischen Christen gehören zur Pfarrei St. Hildegard in Gardelegen im Dekanat Stendal im Bistum Magdeburg.

## Politik

### Wappen
Das Wappen wurde am 9. Oktober 2000 durch das Regierungspräsidium Magdeburg genehmigt.
Blasonierung: „Über erhöhter, flacher goldener Spitze von Blau und Grün gespalten; vorn ein schräglinker schwarz konturierter silberner Fisch mit einer Rückenflosse und zwei Bauchflossen, hinten zwei schrägrechts gestaffelte goldene Ähren am Halm mit schwarzen Grannen; unten ein hängender grüner Hopfentrieb mit zwei zu den Schildrändern gekehrten Blättern und vier gestielten Dolden nebeneinander.“
Die Farben der Gemeinde waren Blau – Gold (Gelb).

### Ortsbürgermeister
Ortsbürgermeister der Ortschaft Vienau ist Joachim Walter.
Letzter ehrenamtlicher Bürgermeister der Gemeinde war Fritz Borchmann. Nach Auflösung der Gemeinde war er bis 2016 ehrenamtlicher Ortsbürgermeister.

### Ortschaftsrat
Die Ortschaftsratswahl am 26. Mai 2019 lieferte folgende Sitzverteilung:
- Wählergemeinschaft Vienau: 4 Sitze
- Einzelbewerber Steffen Bolle: 1 Sitz

## Kultur und Sehenswürdigkeiten

### Kirchen
- Die evangelische Dorfkirche Vienau, ein rechteckiger Putzbau mit kleiner polygonaler Apsis, wurde 1868 unter Verwendung eines spätrömischen Westquerturms aus dem 11./12. Jahrhundert errichtet. Im Innern befindet sich eine Kindergrabstätte aus dem 17. Jahrhundert. Hinter dem Altar steht eine Kopie von Raffaels Gemälde Madonna della Sedia.[26]
- Auf dem Kirchhof befindet sich der Ortsfriedhof.

### Ehemaliges Herrenhaus
Die von 1740 bis 1747 errichtete Anlage ist heute nur noch eine Ruine. Das Gut befand sich von 1324 bis 1820 im Besitz der Familie von Alvensleben. Hier lebte unter anderem Friederike von Alvensleben. (Koordinaten des Herrenhauses)

### Gedenkstätten
- Auf dem Ortsfriedhof befindet sich das Grab eines namentlich bekannten Polen, der während des Zweiten Weltkrieges nach Deutschland verschleppt und auf dem Rittergut von Kalben ein Opfer von Zwangsarbeit wurde.
- Auf dem Dolchauer Berg, 1,5 Kilometer nördlich von Vienau, steht ein Denkmal für die Gefallenen des Ersten und Zweiten Weltkrieges, ein Findling mit Namenstafeln.[28]

### Vereine
- Förderverein der Freiwilligen Feuerwehr Vienau e. V.
- Sportverein SV „Eintracht“ Vienau e. V.